# Malagiella
Malagiella là một chi nhện trong họ Oonopidae.